# Convair 990
O Convair 990, conhecido como Coronado (devido ao nome do Lago onde fica a fábrica da Convair), foi uma versão mais alongada do que o Convair 880, tendo aumentado sua capacidade de passageiros de 96 a 121 (dependendo da configuração).
Foi produzido entre 1961 e 1963, nesse tempo foram produzidas 37 unidades.
Sua peculiaridade era a maior velocidade comparado a seus concorrentes, o Boeing 707 e o Douglas DC-8. O Convair 990 chegava a uma velocidade máxima de Mach 0.91 (990 km/h) e 920 km/h de cruzeiro.

## Operadores do Convair 990
- Aerolineas Peru S.A.
- Alaska Airlines
- Area Equador
- Ciskei International Airways
- Denver Ports of Call
- Garuda Indonesia
- Lebanese International Airways
- Middle East Airlines
- Modern Air Transport
- NASA
- Nomads Travel Club
- Nordair
- Northeast Airlines
- SAS
- Spantax
- Swissair
- Thai Airways International
- Varig

## Características Gerais
- Tripulação técnica: 3
- Capacidade: 96 a 121 passageiros.
- Largura 42,49 metros.
- Altura: 11 metros.
- Peso vazio: 54.690 kg
- Peso cheio: 115.700 kg
- Propulsão: 4x General Electric CJ-805-23 turbofanscom 16.100 lbf cada.

### Performance
- Velocidade máxima: 990 km/h a 22000 pés
- Velocidade de cruzeiro: 929 km/h a 35000 pés
- Alcance: 8690 quiilômetros.
- Teto de serviço: 12.496 metros (41000 pés).